# Wojciechów (powiat włodawski)
Wojciechów – wieś w Polsce położona w województwie lubelskim, w powiecie włodawskim, w gminie Hańsk.
| SIMC    | Nazwa       | Rodzaj    |
| ------- | ----------- | --------- |
| 0103823 | Bartoszycha | część wsi |
| 0103830 | Tylne Pole  | część wsi |

W latach 1975–1998 miejscowość należała administracyjnie do województwa chełmskiego.
Wieś stanowi sołectwo gminy Hańsk.  Według Narodowego Spisu Powszechnego z roku 2011 wieś liczyła 42 mieszkańców.